# Agave tequilana
Agave tequilana (ook wel 'blauwe agave' genoemd) is een agave met blauwgrijze bladeren. De plant wordt in de Mexicaanse staat Jalisco gekweekt voor de verwerking in de alcoholische drank Tequila.

## Toepassingen
De plant gedijt het best op zandgronden boven de 1500 meter boven zeeniveau. Als de plant een jaar oud is worden de scheuten verwijderd waardoor het hart van de plant verder kan uitgroeien. Wanneer de plant zeven jaar oud is, worden de scheuten nogmaals gekapt. Het binnenste hart dat overblijft van de plant wordt gekookt om er het zoete sap uit te winnen. Die stroop wordt vervolgens vergist en tot tequila verwerkt.

## Trivia
- Rond 2002 werd een groot deel van deze planten in de staat Jalisco aangetast door rotting.
- In 2006 bloeide in de Amerikaanse stad Boston een 10 m hoge Agave tequilana. De plant was reeds vijftig jaar oud.

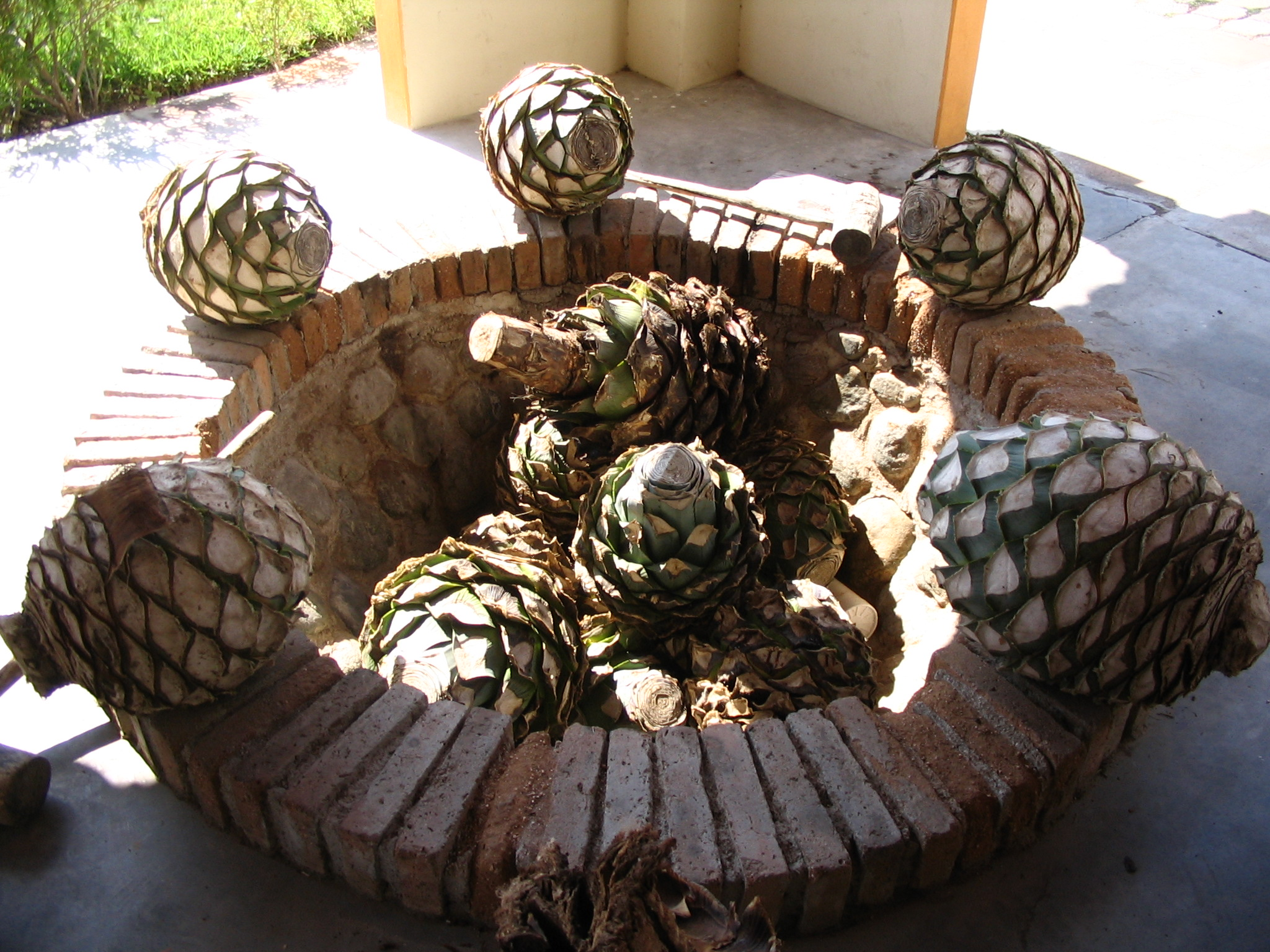
Harten van de planten